# Loi monétaire allemande du 9 juillet 1873
La loi monétaire allemande du 9 juillet 1873 votée deux ans après l'unité allemande, à l'instigation du chancelier Bismarck, a accéléré la marche vers l'adoption de l'étalon-or en Allemagne, puis en Europe, en plein krach boursier de 1873.
Cette législation fait du Goldmark une monnaie commerciale, de même que tous les billets représentant des Goldmark, deux ans après sa création lors de la loi monétaire prussienne du 4 décembre 1871. Elle précède la création en 1875 de la Reichsbank, première banque centrale de l'unité allemande.

## Histoire
La loi monétaire prussienne du 4 décembre 1871 avait posé un premier jalon décisif, en exigeant que l'indemnité de guerre résultant de la guerre franco allemande de 1870 soit versée par la France dans une nouvelle monnaie, le mark-or, ou Goldmark. Selon des estimations, au cours des sept années qui ont suivi, un tiers des premiers Goldmark provenait de Paris, via l'indemnité de guerre. Les deux autres tiers viendront de l'utilisation commerciale de la nouvelle monnaie. Cette première loi prévoit la frappe de pièces en or de 10 marks et de 20 marks, subdivisées en pfennig. Une troisième pièce, de 5 marks, est créée à son tour par la loi monétaire allemande du 9 juillet 1873.
La loi monétaire allemande du 9 juillet 1873 accélère ensuite l'unification monétaire de l'Allemagne car le Goldmark devient aussi une monnaie commerciale. L'une de ses dispositions ordonne le retrait dès le début de 1876 de la monnaie-papier émise par les gouvernements des États de l'unité allemande. Seuls les billets libellés en mark sont désormais autorisés. Le thaler, vieille monnaie allemande basée sur l'argent, était dominante jusqu'en 1871. Elle représente alors un stock considérable, d'environ 450 millions de marks et sera démonétisé en 1879 et retirée graduellement de la circulation jusqu'à disparaître.
Une banque centrale unique à tout l'Empire allemand, la Reichsbank, garante du Goldmark fut ensuite créée en 1875. Elle s'est bâtie sur les fondations de la Banque royale de Prusse, qui émettait depuis 1847 des billets de papier-monnaie. Le Goldmark deviendra ensuite le Papiermark à partir de 1914, puis le Reichsmark après 1924.
Entre-temps, aux États-Unis, le Coinage Act de 1873, promulgué le 12 février, a orienté cette nation vers un système d'étalon-or et fait baisser les cours de l'argent.